# Vis (Fluss)
Die Vis ist ein Fluss in Frankreich, der in der Region Okzitanien verläuft.

## Verlauf und Charakteristik

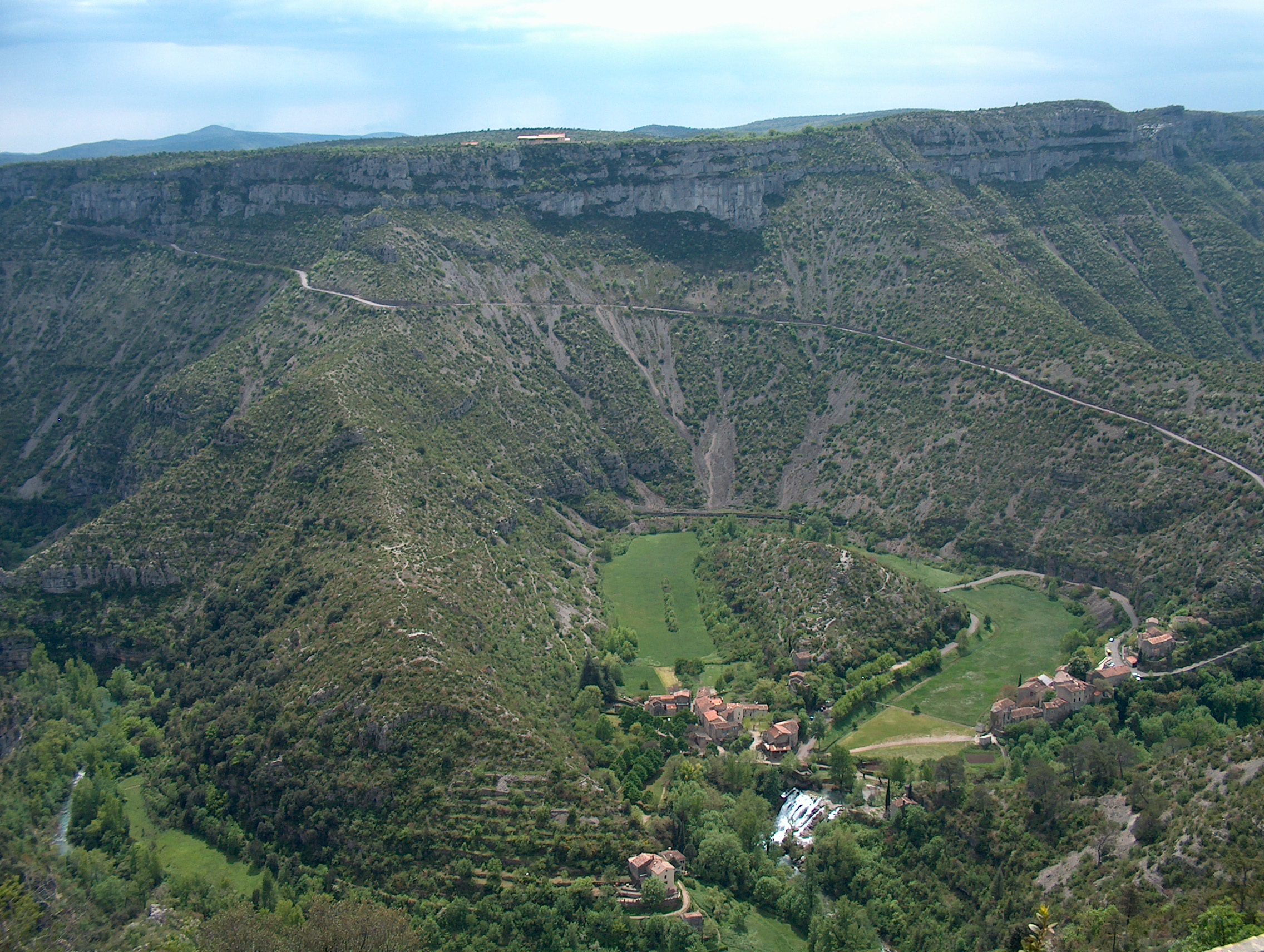
Wasserfall und Umlaufberg im Cirque de Navacelles

Die Vis entspringt im Nationalpark Cevennen, nahe dem Col de l’Homme Mort, im Gemeindegebiet von Arrigas. Anfangs entwässert sie in südwestlicher Richtung, wendet sich dann aber nach Nordosten und mündet nach rund 58 Kilometern oberhalb von Ganges als rechter Nebenfluss in den Hérault. Auf ihrem Lauf durchquert sie die Départements Gard und Hérault.
Im oberen Laufabschnitt liegt das Flussbett der Vis unterhalb des Ortes Alzon trocken und gibt so dem Ort Vissec („trockene Vis“) seinen Namen. Bei der Résurgence de la Vis tritt ihr Wasser nach Unterquerung der angrenzenden Karsthochflächen wie der südlichen Causse du Larzac als starke Karstquelle wieder aus. Imposant ist der gewaltige Talkessel des Cirque de Navacelles mit dem Ort Saint-Maurice-Navacelles. Hier hat die Vis einen Zwangsmäander durchbrochen und kürzt ihren Lauf als Wasserfall ab. Dort und an der Résurgence de la Vis befinden sich restaurierte Mühlen. Auch heute wird der wasser- und gefällereiche Fluss in kleineren Wasserkraftwerken zur Energiegewinnung genutzt. Wegen ihres malerischen, oft schluchtartigen Tales und ihrer Beliebtheit als Badegewässer wird die Vis viel besucht.
Die mittlere Wasserführung beträgt 10 m³/s. Die mittleren monatlichen Abflüsse schwanken zwischen unter 3 m³/s im August und über 17 m³/s im Januar. Die Extremabflüsse können bei weit über 500 m³/s liegen.

## Résurgence de la Vis

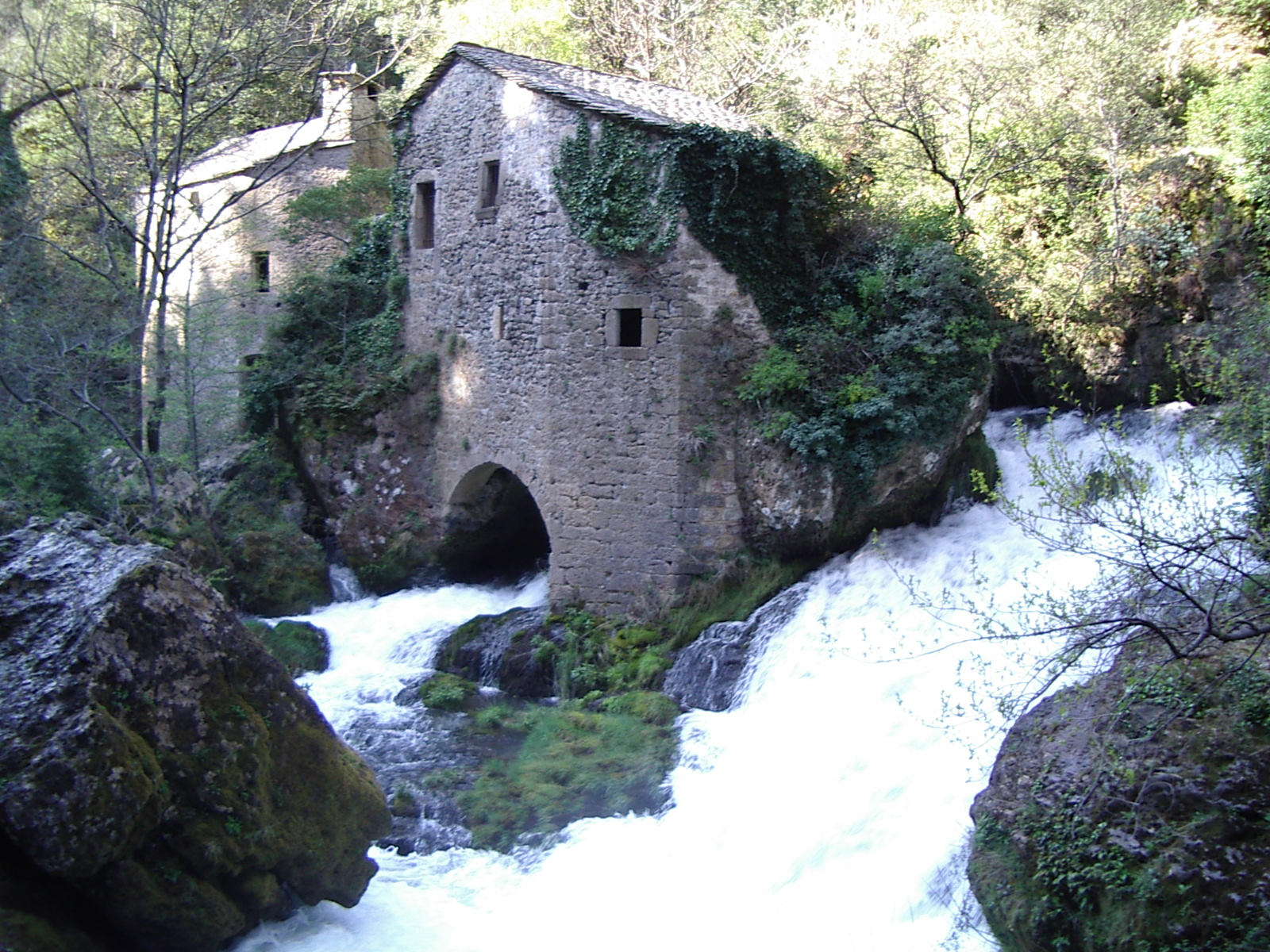
Historisches Mühlengebäude am Wiederaustritt der Vis

Die Karstquelle Résurgence de la Vis (dt. Wiederaustritt der Vis) oder auch Source de la Foux genannt, befindet sich 2 km östlich von Vissec (Lage). Dort tritt der Fluss Vis wieder zutage, der zuvor im oberen Tal im verkarsteten Boden versickert ist. Die starke Quelle schüttet durchschnittlich 5260 l/s aus. Der mittlere monatliche Mindestdurchfluss wurde im August 2002 mit 1700 l/s und der Höchstdurchfluss im Dezember 2003 mit 25.500 l/s gemessen. Die Momentanschüttung kann im Extremfall, so wie am 24. November 2003, auf 245.000 l/s ansteigen. Die Quelle ist nur zu Fuß zu erreichen. Unterhalb der Résurgence de la Vis wurden im Jahre 1097 die Mühlen (Moulins de la Foux) errichtet und 1629 geschleift.

## Orte am Fluss
(Reihenfolge in Fließrichtung)
- Alzon
- Vissec
- Saint-Maurice-Navacelles
- Gorniès
- Saint-Laurent-le-Minier